# Dialeto dapeng
O dialeto dapeng (chinês simplificado: 大鹏 话; chinês tradicional: 大鵬 話) é um dialeto chinês, uma variante do cantonês com forte influência hacá, originalmente falado apenas na Península de Dapeng em Shenzhen, Guangdong, na China. A diáspora chinesa espalhou o dialeto para lugares com grandes populações cujas raízes ancestrais são originárias de Dapeng, Shenzhen, Guangdong. Hoje, seus descendentes que vivem em Hong Kong, bem como entre chineses estrangeiros que vivem na região de Randstad nos Países Baixos, Portsmouth, Reino Unido e na cidade de Nova York, Estados Unidos, têm muitos falantes do dialeto dapeng.
O dialeto é uma forma de junhua, criada como língua franca por soldados da Fortaleza de Dapeng, que falavam várias formas de cantonês e hacá. Apesar da forte influência do hacá, alguns, incluindo Lau Chun-Fat, classificaram-no como um dialeto Guan-Bao.